# Panos Katserīs
Panos Katserīs (in greco Πάνος Κατσέρης?; Atene, 5 luglio 2001) è un calciatore greco, centrocampista del Lorient.

## Caratteristiche tecniche
Giocatore molto duttile tatticamente, dotato di un'ottima capacità di corsa e abile tecnicamente, ha iniziato a giocare come ala, venendo arretrato al ruolo di esterno di centrocampo o terzino da Vincenzo Vivarini al Catanzaro.

## Carriera
Cresciuto nell'Atromītos, inizia la propria carriera al Pavia, che lo tessera nel settembre del 2019; dopo aver disputato una buona stagione in Eccellenza, il 22 settembre 2020 passa alla Nocerina Il 25 agosto 2021 si trasferisce alla Cavese, venendo ceduto al Team Nuova Florida nel successivo mese di febbraio, dopo essere rimasto ai margini della rosa dei blufoncé. Dopo un ottimo finale di stagione con la squadra di Ardea, il 19 agosto 2022 viene tesserato dal Catanzaro, con cui firma un triennale. Dopo aver conquistato la promozione in Serie B con i calabresi ed essersi imposto come titolare nel ruolo anche nella serie cadetta, il 23 gennaio 2024 viene acquistato dal Lorient, con cui si lega fino al 2028. Il 4 febbraio, alla seconda partita giocata con il club bretone, segna la prima rete in Ligue 1, nella partita vinta per 2-1 contro il Metz.

## Statistiche

### Presenze e reti nei club
Statistiche aggiornate all'8 febbraio 2025.
| Stagione         | Squadra            | Campionato       | Campionato | Campionato | Coppe nazionali | Coppe nazionali | Coppe nazionali | Coppe continentali | Coppe continentali | Coppe continentali | Altre coppe | Altre coppe | Altre coppe | Totale | Totale |
| Stagione         | Squadra            | Comp             | Pres       | Reti       | Comp            | Pres            | Reti            | Comp               | Pres               | Reti               | Comp        | Pres        | Reti        | Pres   | Reti   |
| ---------------- | ------------------ | ---------------- | ---------- | ---------- | --------------- | --------------- | --------------- | ------------------ | ------------------ | ------------------ | ----------- | ----------- | ----------- | ------ | ------ |
| 2019-2020        | Pavia              | Ecc.             | 19         | 2          | CI-Dil.         | 2               | 1               | -                  | -                  | -                  | -           | -           | -           | 21     | 3      |
| 2020-2021        | Nocerina           | D                | 28+1       | 2          | -               | -               | -               | -                  | -                  | -                  | -           | -           | -           | 29     | 2      |
| 2021-feb. 2022   | Cavese             | D                | 5          | 0          | CI-D            | 1               | 0               | -                  | -                  | -                  | -           | -           | -           | 6      | 0      |
| feb.-giu. 2022   | Team Nuova Florida | D                | 17+1       | 6          | CI-D            | -               | -               | -                  | -                  | -                  | -           | -           | -           | 18     | 6      |
| 2022-2023        | Catanzaro          | C                | 15         | 1          | CI-C            | 3               | 0               | -                  | -                  | -                  | SC          | 0           | 0           | 18     | 1      |
| 2023-gen. 2024   | Catanzaro          | B                | 15         | 0          | CI              | 0               | 0               | -                  | -                  | -                  | -           | -           | -           | 15     | 0      |
| Totale Catanzaro | Totale Catanzaro   | Totale Catanzaro | 30         | 1          |                 | 3               | 0               |                    | -                  | -                  |             | 0           | 0           | 33     | 1      |
| gen.-giu. 2024   | Lorient            | L1               | 15         | 1          | CF              | -               | -               | -                  | -                  | -                  | -           | -           | -           | 15     | 1      |
| 2024-2025        | Lorient            | L1               | 18         | 2          | CF              | 3               | 0               | -                  | -                  | -                  | -           | -           | -           | 21     | 2      |
| Totale Lorient   | Totale Lorient     | Totale Lorient   | 33         | 3          |                 | 3               | 0               |                    | -                  | -                  |             | -           | -           | 36     | 3      |
| Totale carriera  | Totale carriera    | Totale carriera  | 134        | 14         |                 | 9               | 1               |                    | -                  | -                  |             | 0           | 0           | 143    | 15     |

## Palmarès

### Club

#### Competizioni nazionali
- Serie C: 1

Catanzaro: 2022-2023 (girone C)
- Supercoppa Serie C: 1

Catanzaro: 2023
- Campionato francese di seconda divisione: 1

Lorient: 2024-2025